# Matt Bullard
Matt Bullard é um ex-basquetebolista norte-americano que foi campeão da Temporada da NBA de 1993-94 jogando pelo Houston Rockets.